# Salem Township (Columbiana County, Ohio)
Salem Township ist eines von 18 Townships des Columbiana Countys im US-Bundesstaat Ohio. Nach der Volkszählung im Jahr 2000 waren hier 5703 Einwohner registriert.

## Geografie
Salem Township liegt im Norden des Columbiana Countys im Nordosten von Ohio und grenzt im Uhrzeigersinn an die Townships: Green Township im Mahoning County, Beaver Township (Mahoning County), Fairfield Township, Elkrun Township, Center Township, Hanover Township, Butler Township und Perry Township.

## Verwaltung
Das Township wird durch ein Board of Trustees, bestehend aus drei gewählten Mitgliedern, verwaltet. Zwei Personen werden jeweils im Jahr nach der Präsidentschaftswahl gewählt und eine jeweils im Jahr davor. Die Amtszeit dauert in der Regel vier Jahre und beginnt jeweils am 1. Januar. Daneben gibt es noch einen Township Clerk (zuständig für Finanzen und Budget), der ebenfalls im Jahr vor der Präsidentschaftswahl auf eine vierjährige Amtszeit gewählt wird. Dessen Amtszeit beginnt jeweils am 1. April.